# Amanda Adolfsson
Maja Amanda Adolfsson, född 16 januari 1979 i Oskarshamn, är en svensk filmregissör och manusförfattare.
Adolfsson utbildade sig inom filmregi och manusarbete på Dramatiska Institutet 2003–2007. Hon regidebuterade 2005 med kortfilmen Nära huden och har gjort flera kortfilmer samt arbetat inom produktionsledning för andra filmer. År 2012 tilldelades hon Stockholms Filmfestivals långfilmsstipendium, vilket ledde till hennes första långfilm, Unga Sophie Bell, med premiär på Stockholms Filmfestival i november 2014 och biopremiär 2015. Hon har även arbetat som manusförfattare åt bland annat Sonet Film och samarbetar ofta med manusförfattaren Josefin Johansson.

## Filmografi (egna filmer)
- 2005 – Nära huden (kortfilm)
- 2006 – Stilla Natt (kortfilm)
- 2007 – Myskväll (kortfilm)
- 2015 – Unga Sophie Bell
- 2019 – Eagles (tv-serie)